# Blue
Blue este o formație R&B din Marea Britanie, câștigătoare a două premii Brit, ce are în componență patru muzicieni, Antony Costa, Duncan James, Lee Ryan și Simon Webbe. Grupul a debutat în mai 2001 cu piesa All Rise. Formația a lansat 11 single-uri, dintre care 3 au ajuns pe prima poziție în Marea Britanie. Vânzările celor opt albume se ridică la 7 milioane de copii, în urma cărora trupa a câștigat de 10 ori discul de platină în Regatul Unit. Cântecele lor au avut succes și în afara pieței muzicale britanice, acestea depășind 4 milioane de copii vândute pe plan internațional. Single-urile trupei au ajuns în Top 10 în țări ca Irlanda, Franța, Suedia, Norvegia, Germania, Austria, Australia, Noua Zeelandă, Olanda, Elveția, Japonia și România.
Se zvonește că anul acesta băieții se vor reuni și vor merge într-un turneu în Marea Britanie, în jurul Crăciunului, așa cum cotidianul The Sun a anunțat în ediția sa din 13 iunie 2008. Însă Simon a negat recent totul, declarând că toate zvonurile astea despre reunirea noastră au început sa devină plictisitoare.

## Carieră

### Începuturi
Ideea de a crea o trupă a venit din partea lui Duncan și a lui Antony. Cei doi au organizat o preselecție în 2000 în urma căreia li s-a alăturat Lee, acesta fiind catalogat având drept cea mai bună voce din cele auzite în timpul  audițiilor.. Colegul lui de apartament, Simon, a completat componența. Cei patru au realizat că au ceva special din punct de vedere vocal și după scurtă vreme au semnat un contract de producție și manageriat cu casa de discuri Innocent Records.

### Debutul (2001):All Rise
Primul album semnat Blue a fost lansat în Marea Britanie pe 26 noiembrie 2001, unde s-a vândut în peste 1,5 milioane de exemplare, fiind certificat de 4 ori cu platină. Toate single-urile lansate de pe acesta au ajuns în top 10 în această țară, iar două dintre ele- Too Close și If You Comeback- au atins poziția cea mai înaltă. Albumul a ajuns pe locul #1 în decembrie 2001, iar în octombrie 2002 și ianuarie 2003 a atins poziția maximă #27, în urma a două reintrari în acest clasament. Albumul a primit critici destul de pozitive, primind 7 stele dintr-un total de 10 de la Yahoo! Music. Despre debutul trupei,  BBC News scria: Ei sunt niște britanici ce urmează calea americană.. Billboard remarcă unicitatea trupei: Era ceva în cântecele lor care-i făcea diferiți. Părțile vocale erau cântate ca și când ar fi existat cu adevărat un sentiment.
- All Rise- primul single al trupei a fost lansat în mai 2001. Compus de Hermansen, Tor Erik/Webbe, S/Rustan, Hallgeir/Mikkel, cântecul a intrat pe locul 4 în topul din UK, aceasta fiind și poziția cea mai înaltă atinsă în clasament.[8] În Irlanda a staționat în top timp de 11 săptămâni și s-a clasat cel mai sus pe locul 15.[9] În Marea Britanie s-a vândut în peste 200.000 de copii, fiind astfel certificat cu argint.[10] În Grecia a ajuns până pe locul 16, iar în Australia a staționat timp de două săptămâni pe poziția #3. În top 10 a mai ajuns și în: Belgia (#2),  Taivan (#5), Norvegia (#3) și Suedia (#3), iar în lume a ajuns până pe locul 81.[11] În Noua Zeelandă a reușit să atingă de două ori cea mai înaltă poziție.[12][13]. Câteva părți din instrumentalul acestei piese sunt reminescențe ale unui mai vechi single: Multicyde feat. Anéa - Not for the Dough.[14] Cântecul On the Moon, interpretat de  Phoenix Legend, un duo din China, a fost acuzat că este plagiat după melodia celor de la Blue, dar acuzațiile au fost ulterior respinse.[15]
- Too Close- al doilea single extras de pe albumul de debut al băieților a fost compus de Brown, R/Ford, R/Huggar, R/Moore, J/Gist, K/Lighty, D/Miller, D/Smith, L/Walker și lansat pe 27 august 2001 în Marea Britanie, unde a ajuns pe prima poziție o lună mai târziu.[16] A fost certificat cu argint, pentru vânzările de peste 200.000 de copii.[17]. În Irlanda, poziția maximă atinsă de acest cântec a fost 17.[18] În Europa s-a plasat cel mai sus pe locul 10. În topul din Noua Zeelandă a staționat timp de 2 săptămâni pe prima poziție[19][20], în Australia a ajuns până pe locul 5, iar în Belgia poziția maximă atinsă a fost #6.[21]
- If You Comeback- al treilea single extras de pe All Rise a fost compus de Formescu, N/Ruffin, R/Hope, I/Brenna și a ajuns, ca și precedentul, pe cea mai înaltă poziție în Marea Britanie. Lansat în noiembrie 2001, s-a vândut în peste 200.000 de exemplare în această țară, fiind și el certificat cu argint.[22] A fost hit de top 10 în Belgia (#9) și Noua Zeelandă (#5), în Irlanda și Suedia ajungând doar până pe locul 13. În Japonia și Australia nu a intrat în primele 10, clasându-se doar pe #16, respectiv pe #19. În World RnB Top 30 Singles a ajuns până pe #28.[23]
- Fly By II- este un remix al versiunii de pe album și a fost lansat ca ultim single de pe All Rise în martie 2002, fiind compus de Hermansen, Tor Erik/Webbe, S/Rustan, Hallgeir/Mikkel. În țara natală a ajuns până pe locul #4[24], iar în Irlanda nu a intrat în primele 10 (#16).[25] În Noua Zeelandă s-a clasat pe poziția #9, în Canada pe locul #28, în Suedia pe #33, iar în World Singles Official Top 100 a atins locul #79.[26]

### 2002:One Love
Al doilea album de studio al trupei a apărut în UK pe 4 noiembrie 2002 și a fost lansat și în S.U.A pe 21 octombrie 2002. A intrat direct pe prima poziție în clasamentul britanic , unde a staționat doar o săptămână. Albumul s-a vândut în 1.3 milioane de copii pe plan local, fiind astfel certificat de 4 ori cu platină și a fost comercializat în 2.7 milioane de copii la nivel internațional. Amazon scrie despre One Love: Se pare că au fost aici dintotdeauna. Al doilea album Blue reprezintă o maturizare față de debutul lor. Entertainment.ie a acordat acestui album 3 stele din 5, afirmând că își merită tot succesul. BBC remarcă: Blue au reușit să producă un album impresionant de divers cu One Love, acordându-i 9 puncte din 10. Albumul a ajuns până pe locul #6 în Olanda, pe #9 în Norvegia și pe #10 în Italia.
- One Love- primul single lansat de pe al doilea album, apărut pe 2 noiembrie 2002, a ajuns până pe locul 3 în Marea Britanie[32], unde a fost certificat cu argint.[33] În Irlanda a ajuns până pe #4, în Taivan a atins locul #2, în Noua Zeelandă a ajuns cel mai sus pe #5, iar în Italia a reușit să intre în primele 10 (#9). În Europa a fost foarte aproape de top 10 (#13), iar în Danemarca a reușit un loc #9.[34] One Love a fost primul cântec al băieților care a avut un succes notabil în România, ajungând până pe locul #19 în Romanian Top 100.[35] Piesa a fost utilizată în reclama la prezervativele Trust, difuzată la televiziunile africane.[36]
- Sorry Seems to Be the Hardest Word (cu Elton John)- al doilea single lansat oficial de pe One Love în decembrie 2002 este o variantă prelucrată de Blue a celei originale a lui Elton John din 1976, ce a reușit atunci doar un loc #11 în topul britanic. Cover-ul băieților însă a debutat pe prima poziție în Marea Britanie[37] și a fost certificat cu argint după doar două săptămâni.[38] Pe cea mai înaltă poziție s-a clasat și în topul din Olanda. În Irlanda, Suedia și Elveția a urcat până pe #3, iar în Norvegia s-a clasat pe poziția #2. A fost hit de top 10 în țări ca: Austria, Germania (#4), Danemarca, Noua Zeelandă (#5), Italia (#6) și Belgia (#8). În clasamentul mondial a ajuns pe locul  #5[39] , aceeași poziție fiind atinsă și în România.[35]
- U Make Me Wanna- 1 aprilie 2003 este data lansării acestui single ce a beneficiat de un videoclip filmat pe un iaht în Africa de Sud. A debutat pe locul 4 în Marea Britanie și pe #5  în Irlanda. A intrat în primele 10 și în Germania (#6), Suedia (#9), Austria (#10) și a fost hit de top 20 în Italia, Noua Zeelandă și Belgia. Pe plan mondial, single-ul a ajuns pe locul #15.[40]

### 2003:Guilty
Al treilea album semnat Blue are o intreagă echipă de producători renumiți în spate: Matt Rowe, Deekay, Ash& Martin, Steve Robson, Stargate și Supaflyas. Lansat pe 3 noiembrie 2003 în UK, a ajuns #1 în țara natală a băieților, chiar dacă nici unul din single-urile lansate nu a fost lider în clasamentul britanic. A fost certificat de două ori cu platină pentru vânzări. S-a plasat pe locul 12 în Elveția și Cehia, iar în Italia cel mai sus s-a clasat pe #7. Amazon afirmă despre Blue: Ei au propriul lor stil și ar trebui cu siguranță să rămână la el..
- Guilty- cântecul ce dă titlul albumului a fost scris de Gary Barlow de la Take That și lansat ca single pe 20 octombrie 2003. S-a clasat pe #2 în Marea Britanie și pe #4 în Irlanda. Cel mai mare succes l-a avut în Taivan, unde a staționat pe cea mai înaltă poziție timp de două săptămâni. A intrat în top 10 și în țări ca: Italia (#6), Spania (#2) și Danemarca (#1). În Europa a ajuns până pe #5, iar în lume- pe #8.[45] A urcat în clasamentul din România până pe locul #9.[35]
- Signed, Sealed, Delivered I'm Yours (cu Stevie Wonder și Angie Stone)- urmează același tipar ca și Sorry Seems to Be the Hardest Word, fiind tot un remake al unui mai vechi single al artistului cu care au colaborat. Originalul a fost lansat de Stevie Wonder în 1970, iar pentru versiunea lor, Blue au cooptat-o și pe Angie Stone, înregistrănd astfel piesa în L.A. și lansând-o ca al doilea single de pe Guilty. E singura piesă din cariera băieților care nu a intrat în primele 10 în Marea Britanie, ajungând la doar un pas de top 10. În Irlanda s-a clasat pe #17, iar în Italia- pe #11. Succes mai mare acest single l-a avut în Danemarca (#7) și în China, unde a fost chiar lider timp de o săptămână.[46] În România piesa s-a clasat cel mai sus pe #37.[35]
- Breathe Easy- a fost lansat în Marea Britanie în luna martie 2004 și este o baladă compusă de Lee împreună cu echipa de la Deekay. Videoclipul piesei s-a filmat la Praga, Lee regizând clipul alături de Cameron Casey. Single-ul s-a clasat pe #4 în Marea Britanie și Irlanda, ajungând în top 10 și în clasamentele din Austria, Germania (#7), Taivan (#5), Elveția (#8), China (#10). În Europa a ajuns până pe #7, iar în clasamentul mondial- pe locul #14.[47]
- Bubblin- al patrulea single lansat de pe Guilty l-a precedat pe Breathe Easy în top 10 în iunie 2004 în clasamentul britanic, unde s-a plasat pe locul #6. În Irlanda, cântecul nu a depășit poziția #21, acesta ajungând în top 10 doar în Italia (#3) și Elveția (#8).[48] Piesa a fost compusa de Ant împreună cu echipa de la Deekay și remixată de Simon ce și-a adus protejatele- fetele de la L.A.D.E.- pentru noua parte de rap. Acestea erau înscrise la  Love 4 Music, casa de discuri a lui Simon. În România piesa a urcat până pe locul #24.[35]

### 2004:Best Of Blue
Trupa s-a decis să se destrame după ce Elton John le-a sugerat băieților că popularitatea lor este în declin și că ar trebui să se ocupe mai degrabă de carierele solo. Astfel, albumul Best Of Blue a  fost lansat pe 15 noiembrie 2004 și reprezintă colecția lor de hituri lansate până în 2004. Au fost incluse și patru piese noi: Curtain Falls- ce a fost lansat ca single, Love At First Sight, un nou remix la Best In Me și o colaborare cu Lil Kim și Kool & The Gang la Get Down On It, în total conținând 15 cântece. Albumul a ajuns până pe locul 6 în Marea Britanie, în Elveția s-a clasat cel mai sus pe #8, în Italia a fost #1, iar în Portugalia s-a plasat pe locul secund.
- Curtain Falls- a fost lansat pe 8 noiembrie 2004 și compus de băieți împreună cu echipa de la Stargate, cu care au mai colaborat și pentru alte piese. Single-ul conține un sample din  Gangsta's Paradise, piesa interpretată de Coolio. A ajuns până pe #3 în Marea Britanie, pe #8 în Germania, pe #10 în Irlanda, pe #2 în Italia, pe #4 în Portugalia, pe #7 în Spania, pe #5 în Europa, pe #8 în China, pe 5 în Rusia și pe #10 în Ucraina. În Taivan. piesa a reușit să stea timp de 4 săptămâni pe cea mai înaltă poziție.[52]

### 2005:4Ever Blue
Lansat în 2005, albumul conține câteva piese de pe albumele precedente, dar și remixuri ale hiturilor deja binecunoscute, precum și piesa ce a devenit single- Only Words I Know. În Italia a ajuns pe cea mai înaltă poziție, 4ever Blue fiind lansat special pentru această țară.
- Only Words I Know- versiunea pentru Italia conține o parte de rap interpretată în italiană de Simon, piesa fiind compusă de acesta împreună cu Dencker, Lomholt, Tennant, Remee și Nordsoe. Single-ul a ajuns pe poziția secundă în Italia, pe locul #3 în Taivan și pe #66 în clasamentul european.[53]. În România a ajuns în clasamentul oficial al difuzărilor radio doar până pe #44[35]. Clipul reprezintă un colaj format din mai multe momente din spatele scenei, dar și din concerte sau emisiuni televizate. Această piesă nu a fost promovată în Marea Britanie.

## 2009 - prezent: Reuniunea și un nou album
Pe 16 aprilie 2009 a fost anunțat că formația se reunește și că va înregistra un nou album, în contractul cu Innocent Records și EMI Music stipulându-se că mai au trei materiale de înregistrat.

## Discografie
| Albumuri de studio - All Rise (2001) - One Love (2002) - Guilty (2003) - Roulette (2013) | Compilații - Best of Blue (2004) - 4Ever Blue (2005) - The Platinum Collection (2006) - The Collection (2007) - Ultimate Blue (2012) |

## Turnee
| Artist principal - One Love Tour (2002–03) - Guilty Tour (2003–04) - Greatest Hits Tour (2004–05) - I Can Concerts (2011–12) - Roulette Tour (2013) | Co-headlining - The Big Reunion (2013) |  |

## Single-uri
| An   | Single                                                                   | Poziția în clasament | Poziția în clasament | Poziția în clasament | Poziția în clasament | Poziția în clasament | Poziția în clasament | Poziția în clasament | Poziția în clasament | Poziția în clasament | Poziția în clasament | Poziția în clasament | Poziția în clasament | Poziția în clasament | Poziția în clasament | Poziția în clasament |
| An   | Single                                                                   | UK                   | IRL                  | ITA                  | DEN                  | FRA                  | SWE                  | NED                  | AUT                  | GER                  | AUS                  | NZL                  | SWI                  | BEL                  | TAI                  |                      |
| ---- | ------------------------------------------------------------------------ | -------------------- | -------------------- | -------------------- | -------------------- | -------------------- | -------------------- | -------------------- | -------------------- | -------------------- | -------------------- | -------------------- | -------------------- | -------------------- | -------------------- | -------------------- |
| 2001 | "All Rise"                                                               | 4                    | 15                   | —                    | —                    | 14                   | 22                   | —                    | 15                   | 19                   | 3                    | 1                    | 22                   | 2                    | 5                    | 81                   |
| 2001 | "Too Close"                                                              | 1                    | 17                   | —                    | —                    | —                    | —                    | —                    | —                    | —                    | 5                    | 1                    | —                    | 6                    | —                    | —                    |
| 2001 | "If You Come Back"                                                       | 1                    | 17                   | —                    | —                    | —                    | 13                   | 5                    | —                    | —                    | 19                   | —                    | —                    | 9                    | —                    | 81                   |
| 2002 | "Fly By II"                                                              | 6                    | 16                   | —                    | —                    | —                    | 33                   | 9                    | —                    | —                    | 26                   | —                    | —                    | —                    | —                    | 79                   |
| 2002 | "One Love"                                                               | 3                    | 4                    | 9                    | 7                    | 36                   | 21                   | 5                    | —                    | —                    | 35                   | —                    | —                    | —                    | 2                    | 29                   |
| 2002 | "Sorry Seems to Be the Hardest Word" (cu Elton John)                     | 1                    | 3                    | 6                    | 5                    | 6                    | 3                    | 1                    | 4                    | 4                    | 43                   | 5                    | 3                    | 8                    | —                    | 5                    |
| 2003 | "U Make Me Wanna"                                                        | 4                    | 5                    | 20                   | 12                   | —                    | 50                   | 28                   | 10                   | 6                    | —                    | 20                   | 9                    | 14                   | 6                    | 15                   |
| 2003 | "Guilty"                                                                 | 2                    | 4                    | 5                    | 1                    | 37                   | 16                   | 17                   | 20                   | 19                   | 29                   | 14                   | 22                   | 19                   | 1                    | 11                   |
| 2003 | "Signed, Sealed, Delivered, I'm Yours" (cu Stevie Wonder și Angie Stone) | 11                   | 17                   | 17                   | 7                    | —                    | 36                   | 11                   | 35                   | 29                   | 31                   | 22                   | 53                   | 38                   | 3                    | 29                   |
| 2004 | "Breathe Easy"                                                           | 4                    | 4                    | —                    | 12                   | —                    | —                    | 13                   | 7                    | 7                    | —                    | —                    | 8                    | 28                   | 5                    | 36                   |
| 2004 | "Bubblin'"                                                               | 9                    | 21                   | 3                    | —                    | —                    | —                    | 21                   | 27                   | 11                   | —                    | —                    | 8                    | 34                   | —                    | 26                   |
| 2004 | "You & Me Bubblin'"(cu Linkup)                                           | —                    | —                    | —                    | —                    | 13                   | —                    | —                    | —                    | —                    | —                    | —                    | —                    | —                    | —                    | —                    |
| 2004 | "Curtain Falls"                                                          | 4                    | 10                   | 1                    | —                    | 18                   | —                    | —                    | 16                   | 8                    | —                    | —                    | 13                   | 20                   | 1                    | 14                   |
| 2005 | "Get Down on It"(cu Kool & The Gang)                                     | —                    | 47                   | —                    | —                    | —                    | —                    | —                    | 41                   | 29                   | —                    | —                    | 35                   | 24                   | —                    | —                    |
| 2005 | "Only Words I Know"                                                      | —                    | —                    | 2                    | —                    | —                    | —                    | —                    | —                    | —                    | —                    | —                    | —                    | —                    | 3                    | —                    |

"—" denotă că nu a intrat în clasament

## Premii
2002
- Premiile Brit- Cel mai bun debut
- Smash Hits Awards- Cel mai bun debut
- Premiiile Capital FM- Cel mai bun debut, Cea mai buna trupă pop, Cel mai bun cântec
- Premiile Top Of The Pops- Cea mai bună performanță pop
- Heat Magazine, Hot Stars Magazine și Daily Star- Cea mai bună trupă

2003
- Premiile Capital FM- Grupul favorit
- Premiile MTV Japonia- Cel mai bun videoclip pop ("One Love")
- Premiile MTV Asia- Cel mai bun grup internațional
- The Sun- Cel mai bun grup pop
- Heat Magazine, Hot Stars Magazine, Star Magazine și Daily Star- Cea mai buna trupă

## Componenți
- Duncan James (2001- 2005)
- Simon Webbe (2001- 2005)
- Lee Ryan (2001- 2005)
- Antony Costa (2001- 2005)

### Biografii individuale

#### DuncanDunkJames
Duncan Matthew James Inglis s-a născut pe 7 aprilie 1979 în Salisbury, Anglia. Tatăl și-a părăsit familia înainte de nașterea băiatului, acesta fiind crescut doar de mamă și bunici. A locuit alături de mama sa în Dorset, Anglia până la vârsta de treisprezece ani, când au decis să se mute în Sidmouth, South Devon. După ce a studiat actoria, și-a dat seama de calitățile sale vocale. A căntat alături de diverse trupe mediocre  în stațiunile de vacanță și apoi l-a întâlnit pe Antony, cu care a pus bazele trupei Blue. Debutul în cariera solo a avut loc în octombre 2004. Colaborarea cu Keedie pentru I Believe My Heart a însemnat pentru Dunk lansarea unui proiect muzical pe cont propriu. A urmat albumul Future Past, apărut în iunie 2006. În prezent, este gazda unei emisiuni la Capital FM, ce se difuzează în fiecare duminică de la 7 la 10 a.m. A obținut un rol în musical-ul Chicago, unde interpretează rolul lui Billy Flynn.

#### AntonyAntCosta
Antony Daniel Costa s-a născut pe 23 iunie 1981 în Edgware, Greater London, Anglia. Înainte de a deveni membru al formației Blue, el a jucat în Grange Hill și The Bill. A avut și un rol principal în serialul Chalk produs de BBC. Ant nu se gândise să urmeze o carieră muzicală până la întâlnirea cu Dunk. Împreună cu fosta sa logodnică, Lucy Bolster, are o fiică-  Emilie, născută pe 10 martie 2004. S-a lansat în cariera solo în  2006, single-ul de debut fiind Do You Ever Think of Me. Primul său album s-a intitulat Heart Full of Soul și a apărut pe piața muzicală din Regatul Unit pe 3 iulie 2006. Turneul An Evening With Antony Costa  a avut loc în februarie și martie 2008, Ant interpretând și piese noi ce vor fi incluse pe cel de-al doilea album ce va fi lansat cândva în 2008.

#### Lee Ryan
Lee Ryan s-a născut pe 17 iunie 1983 în Chatham, Kent. Părinții lui s-au despărțit când avea cinci ani, Lee locuind cu mama, sora și bunica sa. În Blackheath a studiat actoria, dar a detestat profesorii de acolo. Astfel, el a hotarât să participe la diverse audiții și i-a întâlnit pe Dunk și Ant. Cariera solo a început-o în iulie 2005. Primul său single, Army Of Lovers, a debutat pe locul 3 în țara natală și a ajuns pe prima poziție în Italia. Albumul de debut îi poartă numele. Samantha Miller, viitoarea lui soție, îi va naște copilul în câteva luni.

#### Simon Webbe
Simon Solomon Webbe s-a născut pe 30 martie 1979 in Moss Side, Manchester, Anglia. A fost fotbalist profesionist, făcând parte din echipa Port Vale. Din punct de vedere muzical, el ocazional a cântat rap alâturi de grupul Criminal Damage. Apoi s-a decis să renunțe la cariera sa fotbalistică și s-a mutat în Londra pentru a completa componența trupei Blue. Pe cont propriu, Simon a lansat două albume: Sanctuary (august 2005) și Grace (octombrie 2006), iar noul album s-ar putea intitula Run, așa cum a anunțat în cadrul turneului său din 2007. Fiica sa, Alanah, s-a născut în 1997. Aceasta a fost sursa de inspirație pentru scrierea cântecului Grace.

## În România
Trupa Blue a participat la festivitățile organizate de țara noastră cu ocazia Zilei Europei (9 mai), susținând un concert în 2004 în București.